# Ярроу-Пойнт (Вашингтон)
Ярроу-Пойнт (англ. Yarrow Point) — місто (англ. town) в США, в окрузі Кінг штату Вашингтон. Населення — 1134 особи (2020).

## Географія
Ярроу-Пойнт розташований за координатами 47°38′43″ пн. ш. 122°13′4″ зх. д. / 47.64528° пн. ш. 122.21778° зх. д. (47.645272, -122.217807).  За даними Бюро перепису населення США в 2010 році місто мало площу 0,94 км², уся площа — суходіл.

## Демографія
Згідно з переписом 2010 року, у місті мешкала 1001 особа в 374 домогосподарствах у складі 299 родин. Густота населення становила 1063 особи/км².  Було 407 помешкань (432/км²).
Расовий склад населення:
| - 86,4 % — білих - 8,8 % — азіатів - 0,2 % — корінних американців - 0,1 % — чорних або афроамериканців |

До двох чи більше рас належало 3,8 %. Частка іспаномовних становила 1,6 % від усіх жителів.
За віковим діапазоном населення розподілялося таким чином: 27,7 % — особи молодші 18 років, 52,7 % — особи у віці 18—64 років, 19,6 % — особи у віці 65 років та старші. Медіана віку мешканця становила 46,8 року. На 100 осіб жіночої статі у місті припадало 98,2 чоловіків;  на 100 жінок у віці від 18 років та старших — 94,1 чоловіків також старших 18 років.
Середній дохід на одне домашнє господарство  становив 382 420 доларів США (медіана — 203 393), а середній дохід на одну сім'ю — 389 516 доларів (медіана — 235 417). За межею бідності перебувало 2,6 % осіб, у тому числі 4,2 % дітей у віці до 18 років та 0,0 % осіб у віці 65 років та старших.
Цивільне працевлаштоване населення становило 475 осіб. Основні галузі зайнятості: науковці, спеціалісти, менеджери — 26,1 %, освіта, охорона здоров'я та соціальна допомога — 18,3 %, фінанси, страхування та нерухомість — 15,6 %.